# Наталия Каравелова
Вижте пояснителната страница за други личности с името Каравелов(а).
Наталия Любен Каравелова, по баща Петрович, известна като Ната, е родена през 1820 г. Тя е сестра на Настас Петрович, близък приятел на българския поет, писател, журналист, национален герой, поборник за освобождението на България от османска власт Любен Каравелов.
Съпруга и достойна съратница на Любен Каравелов, Наталия взема дейно участие в националноосвободителната борба. Тя пътува често между Букурещ, Гюргево и Русе със специални поръчения. Заедно с баба Тонка, Петрана Обретенова и Тодорка Миразчиева (10.02.1849 - 08.03.1934), пренасят през Дунав напечатаните устави, квитанции и други материали на БРЦК, униформата, сабята и пушката на Васил Левски.
Замества съпруга си при печатарската машина, когато Любен Каравелов е болен. След неговата смърт, Наталия живее в дома на младото семейство на Петко и Екатерина Каравелова в Русе.
След русенския бунт през 1887 г., Наталия Каравелова е изгонена от България по нареждане на Стефан Стамболов (поради близкото си приятелство с Олимпий Панов) и ѝ е отнета пенсията от 50 лева.
Умира на 22 юли 1905 г. в Карлови Вари, погребана е в Белград.